# Antoine Marfan

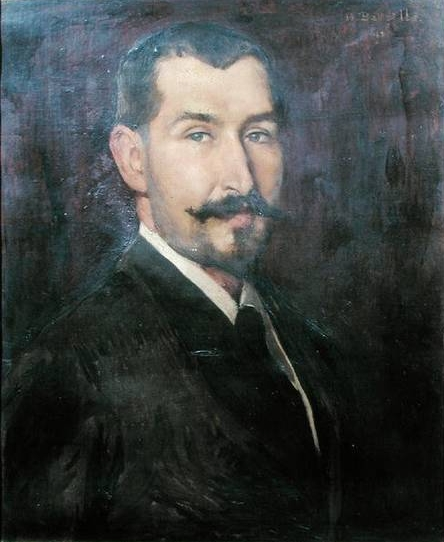
Antoine Marfan
Porträt von Henry Bataille

Antoine Bernard-Jean Marfan (* 23. Juni 1858 in Castelnaudary, Département Aude; † 11. Februar 1942) war ein französischer Kinderarzt.

## Leben
Antoine Marfan war der Sohn eines Landarztes mit bescheidenen Mitteln, der ihn zunächst davon abhalten wollte, in seine Fußstapfen zu treten. Nachdem der Vater schließlich doch einwilligte, besuchte Marfan 1877 die medizinische Fakultät in Toulouse. Zwei Jahre später wechselte er nach Paris. Nach einer Unterbrechung durch den Militär-Dienst schloss er das Medizin-Studium 1886 ab und erhielt ein Jahr später den Doktorgrad. Von 1889 bis 1892 war er Chef de clinique medicale. 1892 wurde er Dozent für Kinderheilkunde der Medizinischen Fakultät der Universität von Paris und vertrat in den Wintermonaten Jacques-Joseph Grancher im Hôpital des Enfants Malades. Dort wurde sein Interesse an der Kinderheilkunde geweckt. Er wurde Leiter der Diphtherie-Abteilung und 1910 Professor für Therapie. 1914 wurde er auf den ersten Lehrstuhl für Kindliche Hygiene an der neu eingerichteten Universitäts-Kinderklinik in Paris berufen. Vom gleichen Jahr an war er Mitglied in der Acádemie de Médecine. Bis zum Ruhestand 1928 blieb er als Arzt am Hôpital des Enfants Malades tätig.
Neben seiner ärztlichen Tätigkeit war Marfan ein sehr kultivierter Mensch mit großem Interesse an Kunst und Literatur. Er genoss Konzertbesuche ebenso wie seine Italienreisen, bei denen er sich insbesondere für venezianische Malerei interessierte. Im Ruhestand verfasste er Biografien über seinen Freund Emile Broca und seinen Vater.

## Werk
Mit seiner Dissertation über Störungen und Schädigungen des Magens bei Lungentuberkulose legte Marfan den Grundstein für sein weiteres Interesse für diese Krankheit. Diese Arbeit führte zur Formulierung eines Konzeptes, das als Marfan-Gesetz in die medizinische Literatur einging. Es besagt, dass Patienten, die in ihrer frühen Kindheit von Kehlkopf-Tuberkulose betroffen waren, später außergewöhnlich selten an Lungentuberkulose erkranken. Unter anderem diese Erkenntnis führte wenig später zur Entwicklung der BCG-Impfung. Als einer der ersten Mediziner erkannte Marfan die große Bedeutung der Hautreaktionen für die Diagnosestellung der Tuberkulose und setzte den Tuberkulin-Test unmittelbar nach der Entwicklung durch Clemens von Pirquet in klinischen Studien ein. Daneben erforschte er die schädlichen Wirkungen der Säuglingsernährung durch Ziegenmilch und stellte umfangreiche Forschungen über die Rachitis an – das Marfan-Zeichen ist nach ihm benannt.
Es erschienen umfangreiche Veröffentlichungen von Marfan. Er war Mitautor eines preisgekrönten Lehrbuchs zur Behandlung von Krankheiten im Kindesalter (1892) und Mitbegründer und Herausgeber einer Zeitschrift mit dem Namen Le Nourrisson (Der Säugling).
1896 präsentierte er vor der Société Médicale des Hôpitaux de Paris den Fall des fünfjährigen Mädchen Gabrielle mit außergewöhnlich langen schmalen Gliedmaßen, was Marfan als Dolichostenomelie bezeichnete. Für die langen schmalen Finger prägte er den Begriff der Spinnenfingrigkeit (Arachnodaktylie). Die Auffälligkeiten waren von der Mutter schon bei Geburt des Kindes bemerkt worden und verstärkten sich mit dem Wachstum noch weiter. Sechs Jahre später wurde das Mädchen von weiteren Ärzten untersucht, denen nun auch schon die Röntgen-Diagnostik zur Verfügung stand. Sie beschrieben eine Verkrümmung der Wirbelsäule und eine Asymmetrie des Brustkorbs. Im gleichen Jahr beschrieb Emile Charles Achard ein weiteres Mädchen mit ähnlichen Symptomen und einer ausgeprägten Überbeweglichkeit (Hyperlaxizität). Bei weiteren Untersuchungen wurden dem Symptomenkomplex noch Veränderungen des Herz-Kreislaufsystems und der Augen zugeordnet. Später wurde es als autosomal-dominante Erbkrankheit erkannt und erstmals 1931 von Utrechter Ärzten als Marfan-Syndrom beschrieben, als das es dann in die medizinische Literatur einging. 
Das französische Mädchen von Marfans Erstbeschreibung starb bereits im Jugendalter an Tuberkulose, so dass die Diagnose nie zweifelsfrei bestätigt werden konnte. Hingegen wurde mehrfach angezweifelt, dass Gabrielle an einem Marfan-Syndrom litt, so zuletzt 1972 von Hecht und Beals, die eine Kongenitale Kontrakturale Arachnodaktylie vermuteten.

## Ehrungen
1934 wurde Marfan zum Ehrenmitglied der Royal Society of Medicine des Vereinigten Königreichs von Großbritannien gewählt.